# همسر واعظ
همسر واعظ (به انگلیسی: The Preacher's Wife) فیلمی محصول سال ۱۹۹۶ و به کارگردانی پنی مارشال است. در این فیلم بازیگرانی همچون دنزل واشینگتن، ویتنی هیوستون، کورتنی بی. ونس، گرگوری هاینز، جنیفر لوئیس، لرتا دیواین، لایونل ریچی، سیسی هیوستون و آدام آلکسی-ماله ایفای نقش کرده‌اند.